# اکستتن
اکستتن (به آلمانی: Achstetten) یک شهرداری در آلمان است که در Biberach واقع شده‌است.

## خصوصیات
اکستتن ۲۳٫۳۸ کیلومترمربع مساحت دارد ۵۰۳ متر بالاتر از سطح دریا واقع شده‌است.